# Château de Châtillon-d'Azergues
Pour les articles homonymes, voir Château de Châtillon.
Le château de Châtillon-d'Azergues est un ancien château fort, du XIIe siècle, dont les ruines se dressent sur la commune française de Châtillon dans le département du Rhône en région Auvergne-Rhône-Alpes.
La chapelle Saint-Barthélémy dite Notre-Dame-de-Bon-Secours est classée monument historique en 1862 ; les ruines du château, à l'exception de la chapelle déjà classée font l’objet d’un classement par arrêté du 1er octobre 1937.

## Localisation
Le château de Châtillon-d'Azergues est situé dans le département français du Rhône sur la commune de Châtillon, anciennement Châtillon-d'Azergues, au plus haut du bourg, près de l'église.

## Historique
Une famille de Châtillon serait citée dès la fin du Xe ou XIe siècle, mais la plus ancienne mention connue du château figure dans la transaction de 1173, entre le comte de Forez qui le cède à l'archevêque de Lyon. Objet de convoitise de par sa position stratégique, au XIIIe siècle la famille d'Oingt en a la possession avant qu'il ne passe par mariage à celle d'Albon. En 1260 il est fait mention du donjon dans un acte stipulant que « les habitants de Châtillon sont tenus à travailler aux réparations du château, mais rien ne peut leur être imposé pour le donjon qui sert exclusivement de retraite au seigneur ».
Henri d'Albon, frère de Guillaume d'Albon, héritier de la co-seigneurie de Châtillon par son père, revendique ses droits sur le château et se lance dans une guerre fratricide qui saccage le village. 
Ces querelles familiales prennent fin lorsque Jeanne d'Albon épouse en 1453 un chambelan du roi, Rauffet II de Balsac. Au début des années 1400, Hugues Jossard, un noble Lyonnais enrichi par l'exploitation des mines voisines de la Brévenne achète la co-seigneurie de Châtillon. Son fils Jean lui succède en 1418 et s'installe au château qui à cette époque ne comporte qu'un corps du bâtiment du XIe siècle , et le donjon du XIIIe siècle, le tout pratiquement en ruine. Entre 1418 et 1464, le château est reconstruit et sont ajoutés les bâtiments d'habitation qui terminent de donner au château sa silhouette actuelle.
Après avoir hérité de son frère Rauffet, devenu propriétaire des lieux à la fin des années 1400, Geoffray de Balsac habite Châtillon avec ses épouses successives, Marie de Montberon et Claude Le Viste. Il aménage le château à son gout, comme l'atteste l'apposition du blason des Balsacs dans plusieurs endroits de l'édifice. Geoffray fait également restaurer et agrandir la chapelle dans laquelle il se fait enterrer en 1510. Claude Le Viste se remarie par la suite avec Jean de Chabannes.
En 1623, la seigneurie de Châtillon se transforme en baronnie. Le château se subit pas de transformations majeures durant cette période. Militairement dévalué, il ne sera tenu de fournir que trois hommes au ban .
En 1882, le château est acheté par Antoine Biolay, propriétaire du château de Sandars, dont les biens furent mis en vente en 1885. Une grande terrasse est aménagée en arasant et en restaurant les murs de soutènement du côté sud et en les prolongeant vers l'ouest, terrasse sur laquelle est édifiée en 1905 une maison bourgeoise. La forteresse, qui n'est plus habitée sert alors de carrière. Les ruines du château sont classées Monuments Historiques le 1er octobre 1937, puis d'importants travaux de restauration sont réalisés entre 1934 et 1960 à l'initiative du propriétaire des lieux. Une petite partie du château est habitable.

## Description
Le château occupe l'extrémité méridionale d'un escarpement naturel: il s'est développé vers le Nord et forme une enceinte polygonale défendue par un profond fossé sec taillé dans le roc, sur laquelle s’appuient plusieurs logis des XIe au XVIe siècle. Un étroit passage entre la chapelle à l'Est et les murs du château à l'ouest donne accès à une esplanade  (n° 2), par une porte que surmontaient, jusqu'aux dernières restaurations, les armes des Balsac (n° 3). De l'esplanade, l'enceinte de la forteresse s'ouvre à l'Est par une porte en arc brisé, qui était autrefois défendue par une bretèche dont il ne reste que les consoles. Une petite construction de plan carré flanque la porte au nord (n° 13) ; le rez-de-chaussée, qui est voûté a servi autrefois de cachot, on y trouve de beaux graffitis d'origine médiévale. À l'étage existe un oratoire avec son autel et placards muraux (XIVe siècle) : il est éclairé par une petite ouverture en arc brisé. Dans la cour, un puits de 55 m de profondeur alimente le château en eau potable (n° 14). 
La partie la plus ancienne du château est un bâtiment rectangulaire du XIe siècle muni de contreforts très plats, reliés entre eux par des arcatures formant décor dit en « frise lombarde » typique de la période romane (n° 7). De plan barlong, ce bâtiment pourrait faire partie des plus anciens édifices castraux du Rhône. De la céramique datée du XIe siècle est retrouvée au niveau de la base des murs. La bâtiment est plusieurs fois remanié comme le montrent divers types d'ouvertures (baies géminées du XIIIe siècle à arcatures trilobées). Le bâtiment a également servi de cuisine et de boulangerie à partir du XVe siècle, avec la présence d'un four dans l'angle Sud-Est.
Un donjon cylindrique du XIIIe siècle, haut de 18,50 mètres et de 9,50 mètres de diamètre et des murs épais de 1,50 mètre se dresse à l'intérieur de l'enceinte. Il est entièrement conservé, à l'exception du hourd mobile qui le surmontait. Ses fenêtres à coussièges, étroites et hautes, s'ouvrent en plein cintre sur la vallée de l'Azergues. Il ne présente aucune meurtrière : il est plancheté et ne comporte qu'une seule voûte en coupole au sommet de l'édifice. Des escaliers droits rampants desservent les étages ; au dernier niveau, l'escalier est aménagé dans l'épaisseur du mur. Un porte présente à mi-hauteur du donjon sur sa partie Est signale l'existence d'un passage entre celui-ci et le bâtiment du XIe siècle. Il existait probablement un pont mobile entre les deux structures qui permettait d'isoler le donjon en cas de siège. Dans le linteau de bois d'une fenêtre, un carreau d'arbalète est resté fiché. Une cheminée datant de la construction du donjon est également conservée.  Au XVe siècle on lui accole une tour d'escalier hexagonale qui dessert aussi les logis.

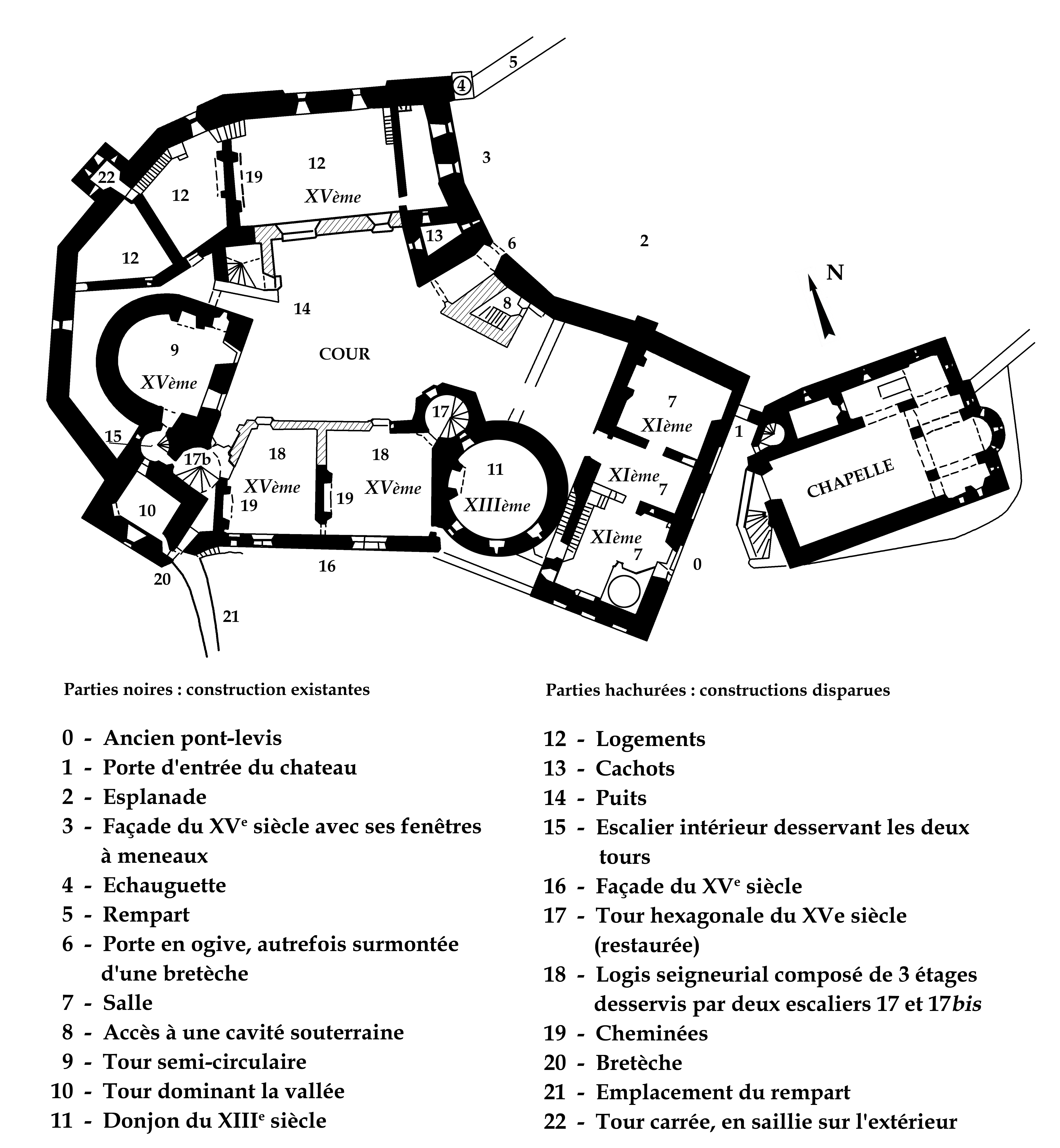
Plan légendé du château de Châtillon, d'après les plans levés par Amédée Cateland en 1905 et publié dans les Annales de la Société académique d'architecture, XXI, 1922 - 1923.

Le XVe siècle marque profondément l'architecture du château, même si les bâtiments d'habitation de cette période sont en grande partie détruits. Il est difficile de distinguer ce que l'on peut attribuer à Jean Jossard et ce qui revient aux Balsac. Le premier corps de logis conserve sa façade Sud percée de belles fenêtres à meneaux (n° 18). Sur un pan de mur en retour à l'ouest apparaissent des vestiges de cheminées monumentales; le corps de logis est desservi par une tourelle d'escalier à pans coupés accolée au donjon (n° 17) restaurée et dont la porte à encadrement rectangulaire est surmontée en réemploi d'un linteau en bâtière, sculpté d'armoiries non identifiables, seulement timbrées d'un heaume de profil. 
Au sud-ouest se trouvent deux tours séparées par un escalier en vis. La tour semi-cylindrique (n° 9) comprend deux étages, et est couverte à son sommet d'une voûte sur croisée d'ogives. La salle du premier étage, considérée comme la "salle de justice", conserve une belle cheminée en pierre sculptée du XVe siècle. Sur les murs restent les traces de peintures représentant des palmiers ou de grandes fougères. Au dessus de la porte d'entrée est placé le blason des Balsac, récupéré sur la porte d'entrée du château.
L'autre tour, de plan presque carré (4 m X 3 m) est très élancée, et en saillie sur l'extérieur par rapport au rempart (n° 10). Des fenêtres à meneaux éclairent l'intérieur et une bretèche défendait le coté Sud. 
En face du premier corps de logis, un second, daté du XVe siècle également ferme la cour au nord-est (n° 12). Il n'en reste que les façades Nord et Est, entièrement conservées avec leurs fenêtres à meneaux. L'angle des deux façades est défendu par une échauguette circulaire en encorbellement. haute de deux niveaux, avec des ouvertures rectangulaires, elle est crénelée et décorée d'une gargouille zoomorphe (n° 4). 
La chapelle Saint-Barthélémy, dite Notre-Dame-de-Bon-Secours, datée du XIIe siècle, située à côté du château est l'ancienne chapelle castrale. Elle est classée  Classé MH (1862). Elle abrite :
- les peintures de la face avant du maître-autel par Hippolyte Flandrin (1856) ;
- une statue en marbre blanc de la Vierge de Joseph-Hugues Fabisch ;
- les peintures murales du plafond, de la charpente, du chœur, de la nef et de l'oratoire par Jean-Baptiste Beuchot (1854) ;
- la fresque du mur surmontant les arcs séparant le chœur de la nef par Claudius Lavergne (1853) ;
- la pierre tombale de Geoffroy de Balsac ;
- une statue en bois de la Vierge (XVIIe siècle).